# Canthidium pseudaurifex
Canthidium pseudaurifex là một loài bọ cánh cứng trong họ Bọ hung (Scarabaeidae).